# SSC Hagen Ahrensburg
Der SSC Hagen Ahrensburg (offiziell: Spiel Sport Club Hagen Ahrensburg von 1947 e. V.) ist ein Sportverein aus Ahrensburger Stadtteil Hagen im schleswig-holsteinischen Kreis Stormarn. Die erste Fußballmannschaft der Männer spielte seit dem Aufstieg im Jahre 2012 für zwei Spielzeiten in der Schleswig-Holstein-Liga, während die erste Fußballmannschaft der Frauen einmal am DFB-Pokal teilnahm. Seit der Saison 2014/2015 spielte die erste Fußballmannschaft der Männer wieder in der Verbandsliga, bis in der Saison 2021/2022 als Meister der Verbandsliga Süd der Aufstieg in die Landesliga Holstein gelang.

## Geschichte
Der Verein wurde im Jahre 1947 gegründet. Neben Fußball bietet der SSC auch die Sportarten Leichtathletik, Schwimmen, Slowpitch, Tanzen, Tennis, Tischtennis, Turnen und Volleyball an.

### Männerfußball
Die Männermannschaft des SSC Hagen Ahrensburg spielte jahrzehntelang auf Kreisebene. Im Jahre 2001 ist die Ligamannschaft des Ahrensburger TSV nach dem 8. Platz in der Bezirksliga zum SSC Hagen gewechselt. Dadurch hatte der Stadtrivale zwei Jahre lang keine Ligamannschaft mehr zur Verfügung, was innerhalb der Stadt Kritik gegen den SSC auslöste. Im Jahre 2005 gelang dann der Aufstieg in die Bezirksliga Süd. Nachdem die Bezirksligen drei Jahre später aufgelöst wurden, fanden sich die Ahrensburger in der Kreisliga Stormarn wieder. Im Jahre 2010 gewann der SSC die Kreismeisterschaft und stieg in die Verbandsliga Süd-Ost auf. Nach einem vierten Platz in der Aufstiegssaison wurden die Ahrensburger im Jahre 2012 Vizemeister hinter dem FC Dornbreite. In der folgenden Aufstiegsrunde zur Schleswig-Holstein-Liga sicherte sich die Mannschaft durch einen 2:1-Sieg über den TSV Schilksee den zweiten Platz, der zum Aufstieg berechtigte.
In der Aufstiegssaison 2012/13 erreichte die Mannschaft Platz 13. Vor dem Beginn der Saison 2013/14 wurden der Mannschaft drei Punkte abgezogen, da der Verein zum zweiten Mal in Folge das vorgeschriebene Schiedsrichtersoll nicht erfüllt hat. Der Verein stieg am Saisonende als Drittletzter ab. Dabei hätte die Mannschaft auch ohne die abgezogenen Punkte den Klassenerhalt verfehlt. Seit der Saison 2022/2023 spielt man in der Landesliga Holstein, nachdem man in der Vorsaison den Aufstieg als Meister aus der Verbandsliga Süd geschafft hatte.

### Frauenfußball
Nachdem der Verein über viele Jahre in einer Spielgemeinschaft involviert war, stellte der SSC Hagen ab 2008 eine eigene Mannschaft, die in der Kreisliga startete. Zwei Aufstiege in Folge brachten die Ahrensburgerinnen in die viertklassige Schleswig-Holstein-Liga, wo die Mannschaft gleich in der Aufstiegssaison 2010/11 Vizemeister hinter dem FC Riepsdorf wurde. Im Jahre 2012 gewannen die Ahrensburgerinnen den schleswig-holsteinischen Pokal durch einen 1:0-Finalsieg über den FC Riepsdorf. Damit qualifizierte sich die Mannschaft für den DFB-Pokal 2012/13, wo sie zu Hause gegen den Zweitligisten Holstein Kiel mit 1:5 unterlagen.
Im Jahre 2014 wurden die SSC-Frauen erneut Vizemeister, dieses Mal hinter der SG Ratekau-Strand 08. Da Ratekau-Strand als Spielgemeinschaft nicht an der Aufstiegsrunde zur Regionalliga Nord teilnehmen durfte erhielten die Ahrensburgerinnen die Chance zum Nachrücken. Der Verein verzichtete jedoch, so dass der Dritte TuRa Meldorf an der Aufstiegsrunde teilnahm.

### Tischtennis
Die erste Herrenmannschaft spielte bis zur Saison 2009/10 fast ausschließlich auf der unteren Bezirksebene. Dann gelang in der Saison der Aufstieg in die 1. Bezirksliga Süd des Bezirks IV in Schleswig-Holstein. In der Saison 2011/12 stieg man in die Landesliga Süd des TTVSH auf. Nach nur zwei weiteren Spielzeiten stieg man in der Saison 2013/14 in die Verbandsliga Schleswig-Holstein auf. Als Neuling in dieser Staffel vollzog man einen erneuten Aufstieg in die Verbandsoberliga Nord, in der man in der Saison 2015/16 an den Start ging. Mit einem überraschenden dritten Platz stieg man erneut auf. In der Saison 2016/17 startete man somit in der Oberliga Nord/Ost. In sechs Jahren gelangen somit fünf Aufstiege. Die Erfolgsserie endete hier jedoch, und man stieg direkt wieder ab in die Verbandsoberliga Nord. Nach einer Saison in dieser Liga feierte man als Meister wieder die Rückkehr in die Oberliga zur Saison 2018/19.

## Persönlichkeiten
- Rouwen Hennings
- Vitaly Janelt
- Benedikt Pliquett